# اختبار عدم الإجهاد
اختبار عدم الإجهاد هو اختبار تَحَرٍّ يُجرى أثناء الحمل، وفيه يستخدم جهاز مراقبة قلب الجنين لمتابعة معدل ضربات قلب الجنين.

## الفرضية
يفترض اختبار عمد الإجهاد أن الجنين المشبع بالأكسجين، غير المصاب بحماض الدم سوف يحدث لهُ زيادات مؤقتة في معدل ضربات القلب بشكل تلقائي.
ويُمكن للتحفيز الاهتزازي الصوتي أن يوقظ الجنين، كما يستخدم أحيانًا لتسريع الاختبار أو لتسهيل مزيد من التقييم لاختبار عدم الإجهاد غير التفاعلي.

## التفسير
يمكن تصنيف اختبار عدم الإجهاد على أنه طبيعي، غير نمطي، أو غير طبيعي. في اختبار عدم الإجهاد الطبيعي يقع المعدل الأساسي لضربات قلب الجنين بين 110 و 160 نبضة (ضربة) في الدقيقة مع تباين متوسط (اختلاف من 5-20 في عدد النبضات)، وحدوث تسارعين في 20 دقيقة بدون تباطؤ.
المصطلحات السابقة: اختبار عدم الإجهاد التفاعلي أو غير التفاعلي:
- يعرف اختبار عدم الإجهاد التفاعلى (الطبيعي) بأنه وجود اثنين أو أكثر من تسارع معدل ضربات قلب الجنين خلال فترة 20 دقيقة، مع أو بدون حركة جنينية يمكن تمييزها من قبل المرأة الحامل. تُعرَّف التسارعات بأنها زيادة 15 نبضة في الدقيقة فوق المعدل الأساسي لمدة 15 ثانية على الأقل إذا كان العمر الحملي أكبر من 32 أسبوعًا، أو 10 نبضات في الدقيقة لمدة 10 ثوانٍ على الأقل إذا كان العمر الحملي أقل من أو يساوي 32 أسبوعًا.
- يتم تعريف اختبار عدم الإجهاد غير التفاعلي على أنه وجود أقل من تسارعين لمعدل ضربات القلب الجنينية خلال فترة 20 دقيقة على مدى فترة اختبار لمذة 40 دقيقة.